# Каролина Кристина Саксен-Эйзенахская
Каролина Кристина Саксен-Эйзенахская (нем. Karoline Christine von Sachsen-Eisenach; 15 апреля 1699, Йена — 25 июля 1743, Филипсталь) — принцесса Саксен-Эйзенахская из эрнестинской линии Веттинов, в замужестве — ландграфиня Гессен-Филипстальская.

## Биография
Каролина Кристина — вторая дочь герцога Иоганна Вильгельма Саксен-Эйзенахского и его второй супруги Кристианы Юлианы Баден-Дурлахской (1678—1707), дочери Карла Густава Баден-Дурлахского.
Каролина Кристина 25 ноября 1725 года вышла замуж в Айзенахе за ландграфа Карла I Гессен-Филипстальского. В этом браке родились:
- Вильгельм (1726—1810), ландграф Гессен-Филипсталя, женат на Ульрике Элеоноре Гессен-Филипсталь-Бархфельской (1732—1795)
- Каролина Амалия (1728—1746)
- Фридрих (1729—1751)
- Шарлотта Амалия (1730—1801), замужем за герцогом Антоном Ульрихом Саксен-Мейнингенским (1687—1763)
- Филиппина (1731—1762).